# Непомнящий Олександр Миколайович
Непомнящий Олександр Миколайович (24.07.1972-01.03.2022) — військовослужбовець, учасник АТО, учасник російсько-української війни.

## Життєпис
Народився 24 липня 1972 року у селі Чорнобаївка. Вищу освіту отримав у Херсонському індустріальному інституті за спеціальністю «Технологія машинобудування». Після навчання проходив службу в армії. Займався важкою атлетикою, мав спортивний розряд. Багато років працював агентом, супервайзером на приватному підприємстві з реалізації кондитерських виробів.
У 2014 році служив в АТО. У жовтні 2014 року отримав поранення у Донецький області, лікувався у Дніпрі та Одесі. Внаслідок контузії почалися проблеми зі слухом, погіршилося здоров'я, тому невдовзі його комісували із військової служби.
З початку повномасштабного російського вторгнення став на захист України у складі 2 роти 194 батальйону 124 бригади ТрО.
Загинув 1 березня 2022 року під час оборони м. Херсона у Бузковому парку, де бійці ТрО зустріли окупантів, чиї сили значно переважали: вони мали автомати і «коктейлі Молотова», а російські військові — броньовану техніку.

## Нагороди
- Відзнака Президента України «За участь в антитерористичній операції»[4]
- Нагрудний знак «Учасник АТО»
- Медаль «Захиснику Вітчизни»
- Орден «За мужність» ІІІ ступеня (посмертно)[5]

## Вшанування пам'яті
Розпорядженням начальника Херсонської міської військової адміністрації від 09.09.2024 року № 805р присвоєно звання «Почесний громадянин Херсонської міської територіальної громади» (посмертно) за патріотизм, особисту мужність, виявлену у захисті територіальної цілісності України, та героїзм під час херсонського спротиву російським загарбникам на початку повномасштабного вторгнення.
Наказом начальника Чорнобаївської сільської військової адміністрації від 28.09.2023 року № 624 внесено до «Книги Пошани» почесних громадян села Чорнобаївка. Портрет Непомнящого Олександра Миколайовича встановлено на Алеї Героїв у селі Чорнобаївка.